# El Tezal
El Tezal är en ort i Mexiko.   Den ligger i kommunen Los Cabos och delstaten Baja California Sur, i den västra delen av landet, 1 200 km väster om huvudstaden Mexico City. El Tezal ligger 22 meter över havet och antalet invånare är 878.
Terrängen runt El Tezal är platt åt sydväst, men norrut är den kuperad. Havet är nära El Tezal åt sydost.  Närmaste större samhälle är Cabo San Lucas, 2,6 km sydväst om El Tezal. 